# Ilusión de Ehrenstein

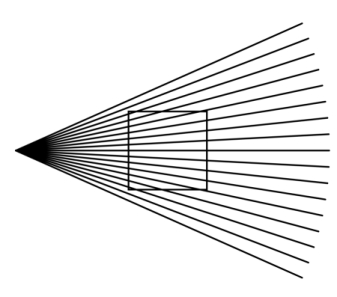
Ilusión de Ehrenstein.

La ilusión de Ehrenstein, descubierta por el psicólogo alemán Walter Ehrenstein, es una ilusión óptica en la que un cuadrado parece haberse convertido en un trapecio.